# Braux (Aube)
Braux ist eine französische Gemeinde mit 113 Einwohnern (Stand: 1. Januar 2022) im Département Aube in der Region Grand Est (vor 2016: Champagne-Ardenne); sie gehört zum Arrondissement Bar-sur-Aube und zum Kanton Brienne-le-Château. Die Einwohner werden Brauxois genannt.

## Geographie
Braux liegt in der Landschaft Champagne sèche am Fluss Ravet, rund 40 Kilometer nordöstlich von Troyes. Umgeben wird Braux von den Nachbargemeinden Donnement im Norden und Nordwesten, Balignicourt im Norden, Pars-lès-Chavanges im Nordosten, Yèvres-le-Petit im Osten, Rosnay-l’Hôpital im Südosten, Bétignicourt im Süden, Chalette-sur-Voire im Südwesten sowie Aulnay im Westen.

## Bevölkerungsentwicklung
| Jahr                      | 1962 | 1968 | 1975 | 1982 | 1990 | 1999 | 2006 | 2013 |
| Einwohner                 | 187  | 160  | 144  | 124  | 132  | 121  | 110  | 101  |
| Quelle: Cassini und INSEE |      |      |      |      |      |      |      |      |

## Sehenswürdigkeiten
- Kirche Saint-Martin